# Colorație

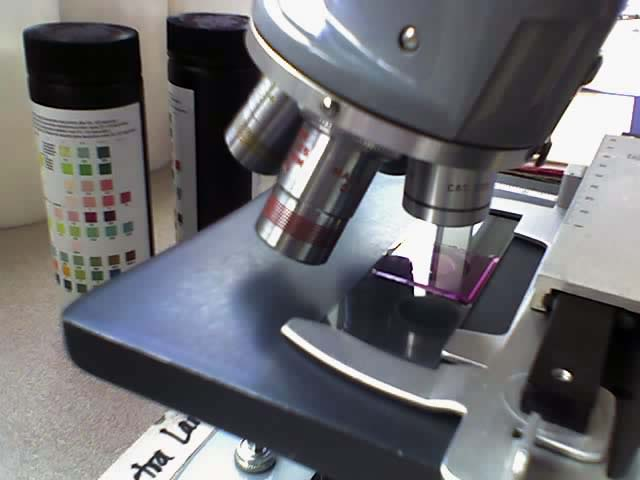
Un preparat histologic colorat, aflat pe lama microscopică.

Colorația este o metodă de laborator folosită în microscopie, ce presupune tratarea preparatelor microscopice cu anumiți coloranți după ce s-a încheiat etapa de fixare a acestora. Colorațiile preparatelor sunt necesare în domenii precum: citologie, histologie, biologie celulară, etc. În aceste domenii, coloranții pot fi aleși în diverse cazuri, pentru a pune în evidență: țesuturi (de exemplu, fibre musculare sau țesuturi conjunctive), populații celulare (de exemplu, în frotiuri de sânge, pentru observarea celulelor sanguine) sau organite celulare (acestea fiind mai greu de colorat și de examinat).